# S Bootis
Désignations
S Bootis est une étoile variable de type Mira de la constellation du Bouvier, située à 5 700 ± 400 a.l. (∼ 1 750 pc) de la Terre.